# Aeroporto Internacional de Faro
O Aeroporto Internacional de Faro -  Gago Coutinho (IATA: FAO, OACI: LPFR), ou também, conhecido apenas como Aeroporto Internacional de Faro, é um aeroporto português situado na cidade de Faro, na freguesia de Montenegro, localizada a seis quilómetros do centro da cidade. O aeroporto serve a região portuguesa do Algarve, situada no sul do país. Teve a sua inauguração no dia 11 de julho de 1965 e é administrada pela ANA Aeroportos de Portugal, que faz parte da Vinci Group.
Em 2019 registou um tráfego de passageiros superior a 9 milhões de passageiros, sendo o terceiro maior aeroporto nacional em termos de passageiros, seguido pelo Aeroporto Humberto Delgado, em Lisboa, com mais de 31 milhões de passageiros, e do Aeroporto Francisco Sá Carneiro, no Porto, com mais de 13 milhões de passageiros transportados.
Atualmente, grande parte dos movimentos registados no Aeroporto Internacional de Faro devem-se ao incremento avultado das ligações low cost, tendo vindo a aumentar a sua influência no contexto do sudoeste peninsular. Para fazer face ao aumento do trânsito, o aeroporto foi ampliado e substancialmente modernizado nos últimos anos. É dotado de uma pista (10/28) com 2.490 metros de comprimento e 45 de largura pelo que está habilitado a receber todos os tipos de aviões.
Em junho de 2022 o Aeroporto de Faro adquiriu a denominação oficial de Aeroporto Internacional de Faro -  Gago Coutinho.

## Descrição
A maior parte do tráfego do Aeroporto Gago Coutinho é doméstico e europeu. Uma companhia aérea mantêm em Faro actualmente uma base de operações: Ryanair
Nos últimos anos, o tráfego das linhas aéreas de baixo custo tem sofrido um enorme incremento, tendo inclusive sido criado por parte da Ryanair uma base operacional em Faro com a afectação permanente de 7 aeronaves B737/800 ao aeroporto. Este novo Hub prevê o aumento de movimentos de passageiros na ordem dos 1,5 a 2 milhões anuais.
Além da Ryanair, inúmeras outras companhias low cost como por exemplo a easyJet e Germanwings efectuam ligações regulares a partir da capital algarvia.
O aeroporto possui uma pista orientada 28/10. Dispõe de um único terminal com seis mangas de embarque.
Recentemente o aeroporto esteve num processo de ampliação dividido em duas fases:
1ª – Esta fase teve como alvo uma expansão e remodelação de áreas operacionais, criação de mais lugares de parqueamento para aviões, taxiways e instalação do ILS (Instrument Landing System) na pista 10. Esta primeira fase teve como data de conclusão o ano de 2011.
2ª – Remodelação e ampliação do terminal de passageiros, além de reestruturação dos acessos ao aeroporto. Esta segunda fase teve data de início o ano de 2011 e conclusão em 2013.
O objectivo final destas obras é o de permitir aumentar o número de movimentos de 22 para 30 por hora, criação de 11 novos lugares de estacionamento para aeronaves com capacidade para os novos aviões wide-body (como os Boeing 747), e uma expansão da actual capacidade de processamento de 2.400 para 3.000 passageiros por hora. Ao todo prevê-se um aumento de capacidade do aeroporto de 6 milhões para 8 milhões (actualmente a capacidade utilizada situa-se aproximadamente nos 5,5 milhões).

## Movimentos
| Ano                      | Passageiros | % Variação |
| ------------------------ | ----------- | ---------- |
| 1990                     | 2,757,749   |            |
| 1991                     | 3,323,867   | 20.5%      |
| 1992                     | 3,366,542   | 1.3%       |
| 1993                     | 3,062,702   | 9.0%       |
| 1994                     | 3,508,520   | 14.6%      |
| 1995                     | 3,831,470   | 9.2%       |
| 1996                     | 3,657,457   | 4.5%       |
| 1997                     | 3,825,029   | 4.6%       |
| 1998                     | 4,102,433   | 7.3%       |
| 1999                     | 4,523,654   | 10.3%      |
| 2000                     | 4,704,780   | 4.0%       |
| 2001                     | 4,579,459   | 2.7%       |
| 2002                     | 4,706,432   | 2.8%       |
| 2003                     | 4,696,100   | 0.2%       |
| 2004                     | 4,658,189   | 0.8%       |
| 2005                     | 4,754,508   | 2.1%       |
| 2006                     | 5,089,733   | 7.1%       |
| 2007                     | 5,470,712   | 7.5%       |
| 2008                     | 5,447,200   | 0.4%       |
| 2009                     | 5,062,214   | 7.1%       |
| 2010                     | 5,337,542   | 5.4%       |
| 2011                     | 5,617,688   | 5.2%       |
| 2012                     | 5,674,221   | 1.0%       |
| 2013                     | 5,982,950   | 5.4%       |
| 2014                     | 6,168,868   | 3.1%       |
| 2015                     | 6,439,480   | 4.9%       |
| 2016                     | 7,632,857   | 18.5%      |
| 2017                     | 8,728,876   | 14.4%      |
| 2018                     | 8,687,064   | 0.5%       |
| 2019                     | 9,010,860   | 3.7%       |
| 2020                     | 2,208,276   | 75.5%      |
| 2021                     | 3,265,182   | 47.9%      |
| 2022                     | 8,170,715   | 150.2%     |
| 2023                     | 9,640,000   | 18.0%      |
| 2024                     | 9,830,000   | 2.0%       |
| Fonte: Pordata Vinci INE |             |            |

## Transporte e Acessos
Estrada

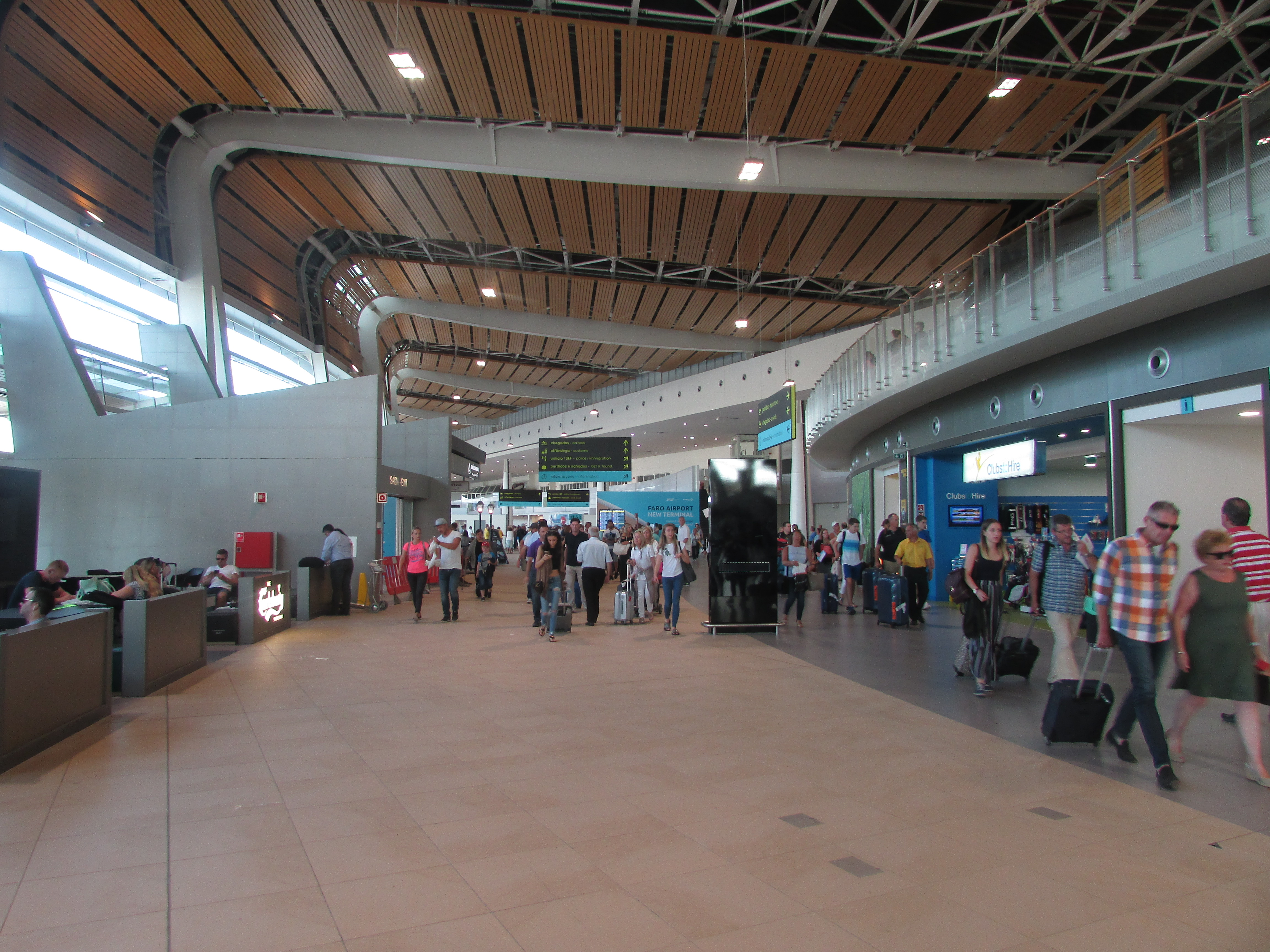
Interior

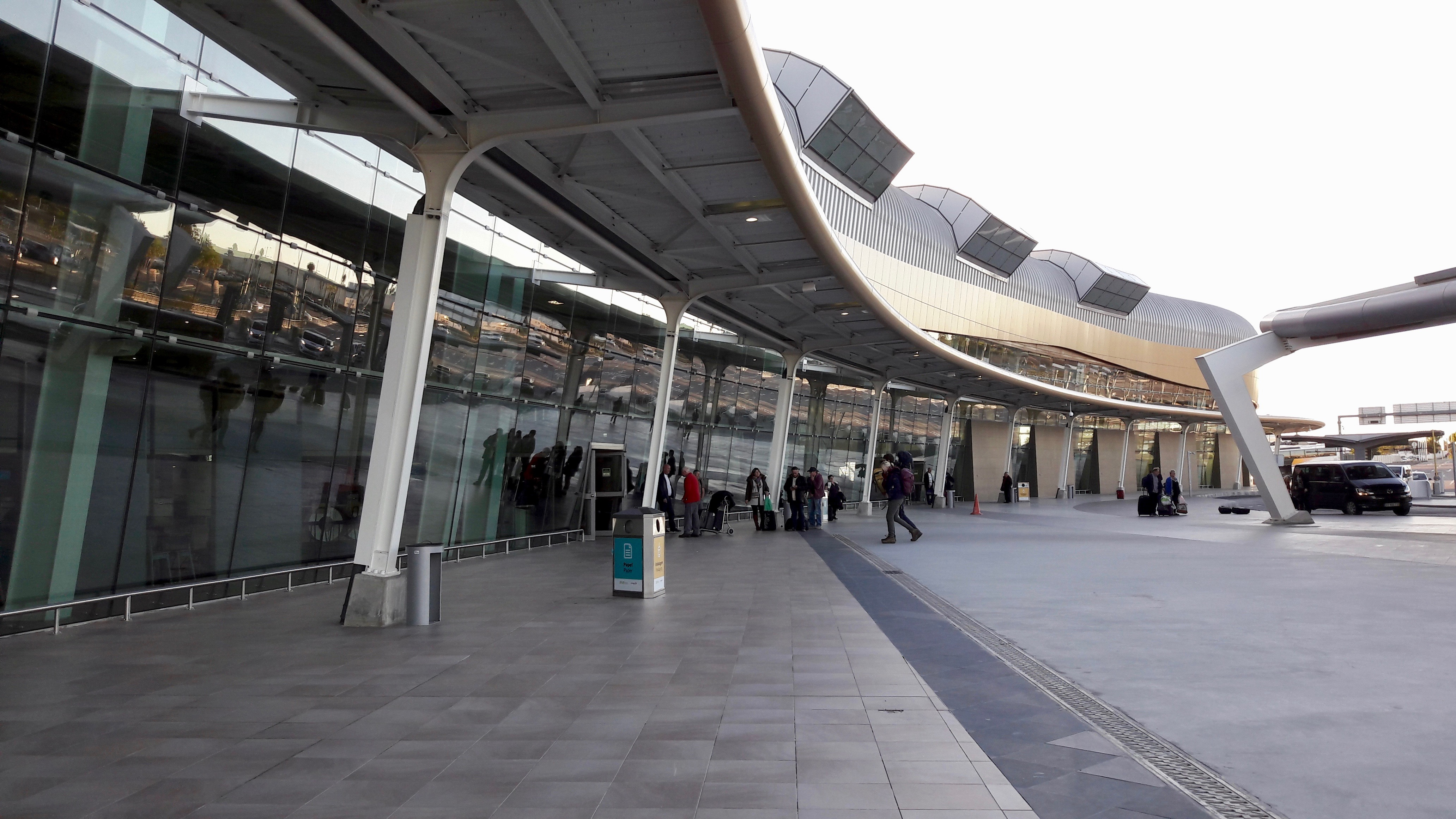
Terminal de passageiros

A estrada nacional N125-10 faz a ligação entre o aeroporto e a N125 que por sua vez faz a ligação à cidade de Faro. Este acesso foi melhorado e actualmente consta com dois vias em cada sentido, estando em execução a extensão da actual N125-10 para dar ligação ao Este algarvio.
Autocarro
Existe uma única ligação através de autocarro público entre o aeroporto de Faro e a cidade (Avenida da República). Esta ligação é efectuada pela empresa Próximo Transportes Urbanos de Faro. A primeira carreira efectua-se às 7:08 e a última às 21:17, tendo uma duração de 30 minutos e um custo de 2,22€.
Está disponível um AeroBus, indicado pela Linha/Carreira 19. Esta carreira efectua também a ligação a hoteis.
Ferrovia
Atualmente, não existe nenhuma ligação ferroviária ao aeroporto. A estação mais próxima é a de Faro, de onde saem comboios em direção a Lisboa, Porto, Lagos e Vila Real de Santo António. Existe um projeto de construção de um ramal para ligar o aeroporto à Linha do Algarve até 2026, mas está dependente de um estudo de impacto ambiental. Por outro lado, Plano Diretor Municipal de Faro prevê uma ligação por ferrovia ligeira.

## Incidentes e acidentes
- O voo Martinair MP495 foi um DC-10 da companhia aérea holandesa que se despenhou na pista 28 do Aeroporto de Faro, Portugal, em condições atmosféricas bastante severas, a 21 de Dezembro de 1992, às 08h00m. O avião transportava 327 passageiros e 13 tripulantes a bordo, principalmente turistas neerlandeses/holandeses. Morreram 54 passageiros, 2 tripulantes e 106 pessoas ficaram gravemente feridas. Foi o mais grave acidente aéreo registado em Portugal desde o voo TAP Portugal 425 que se despenhou perto do Aeroporto da Madeira, em 1977.
- Pelas 11:30 minutos do dia 29 de Dezembro de 2009, o Aeroporto de Faro sofre grandes inundações devido ao mau tempo, acompanhado de rajadas de vento na ordem dos 100 km/h, não existindo nenhuns danos na estrutura. O tráfego fluiu com normalidade, sem voos cancelados.
- Dia 18 de Maio de 2011, 10:00h, o Aeroporto de Faro sofre novamente grandes inundações, devido ao mau tempo que se abateu sobre a região. A intemperie obrigou ao cancelamento de todo o tráfego aéreo. Houve registo de lojas inundadas, não existindo danos consideráveis.
- Dia 24 de Outubro de 2011, 05:01, uma tempestade abateu-se sobre a região, com ventos de 150 km/h, partindo quase todos os vidros da torre de controlo e destruindo o telhado de uma zona de check-in, ficando todo o tráfego aéreo cancelado, e resultando 5 feridos ligeiros. 3 meses foi a previsão anunciada pela ANA Aeroportos de Portugal para a reconstrução das partes danificadas. Foi o pior cenário de destruição no edifício devido ao mau tempo.
- Dia 6 de Maio de 2014, 22:49, uma viatura dos bombeiros sofreu um acidente no taxiway F, resultando em danos materiais e um ferido.